# Pierre de Marca

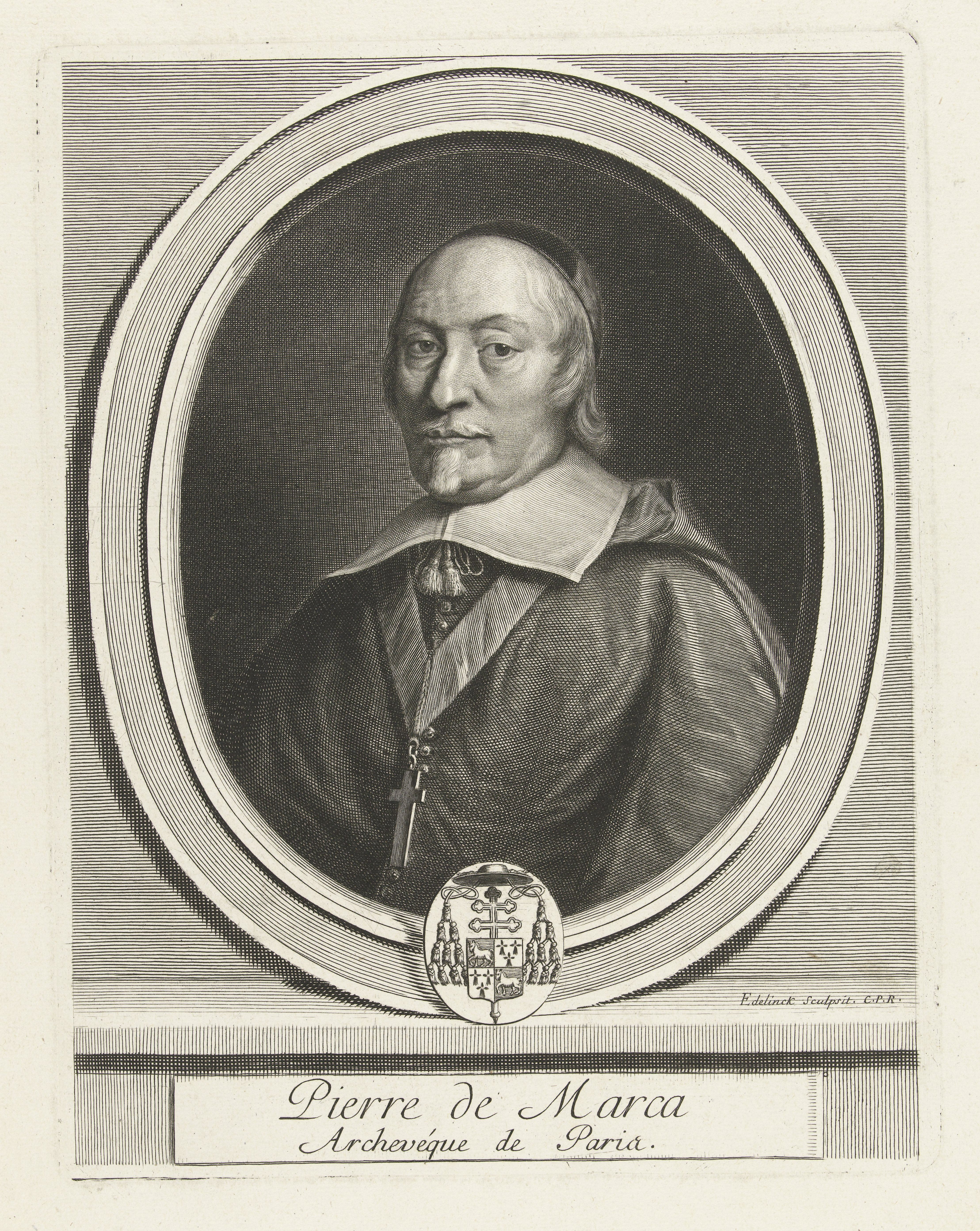
Pierre de Marca (Gravur von Gérard Edelinck, 1696)

Pierre de Marca (* 24. Januar 1594 in Gan; † 29. Juni 1662 in Paris) war ein französischer Jurist, Politiker, Gelehrter und römisch-katholischer Bischof und Erzbischof.

## Leben
Pierre de Marca besuchte das Jesuitenkolleg in Auch und studierte Rechtswissenschaft in Toulouse. Er wurde Präsident des Parlements in Pau. Als er 1631 seine (1618 geheiratete) Frau verlor, widmete er sich ganz der regional- und kirchengeschichtlichen Forschung. 1640 ging er nach Paris und wurde am 28. Dezember 1642 vom König zum Bischof von Couserans bestimmt, obwohl er noch keine Priesterweihe erhalten hatte. Er konnte sein Amt auch deswegen nicht antreten, weil er von 1644 bis 1651 vom König zum Generalvisitator Kataloniens bestellt war, das sich nach dem Aufstand der Schnitter der Krone Frankreichs unterstellt hatte. Nach der offiziellen Bestätigung seines Bischofsamtes am 13. Januar 1648 wurde er am 2. April 1648 zum Priester und am 25. Oktober 1648 zum Bischof geweiht. 1652 wurde er zum Erzbischof von Toulouse ernannt, ein Amt, das er am 23. März 1654 offiziell antrat. Er versah sein Amt als führender Vertreter des Gallikanismus und in Frontstellung gegen den Jansenismus. Am 26. Februar 1662 wurde er vom König zum Erzbischof von Paris bestimmt, trat auch sein Amt am 5. Juni des gleichen Jahres an, starb aber bereits drei Wochen später.
De Marcas Werk De Concordia Sacerdotii et Imperii wurde in zwei Dekreten der römisch-katholischen Glaubenskongregation vom 7. April 1642 und 5. November 1664 auf den Index gesetzt.

## Werke

### Werke zu Lebzeiten

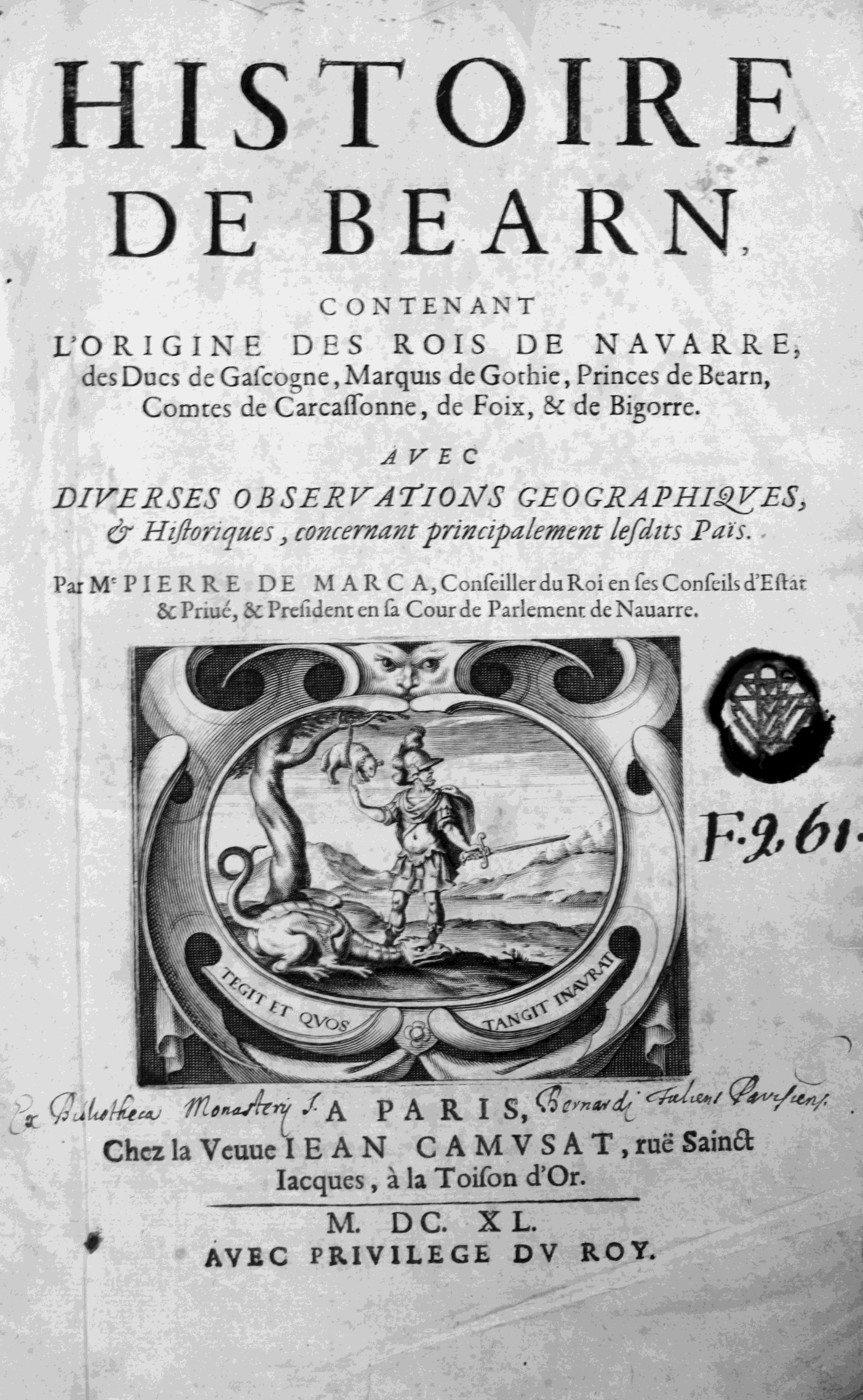
Histoire de Béarn (Titelblatt)

- Histoire de Béarn. Camusat, Paris 1640. Atlantica, Biarritz 1998. Princi Néguer, Pau 2000.
  - (wichtige Auflage) Victor Dubarat (Hrsg.): Histoire de Béarn. Nouvelle édition avec la vie de Marca, une généalogie, la bibliographie de ses oeuvres et des documents inédits sur sa famille. 2 Bde. Ribaut, Pau 1894–1912. Laffitte, Marseille 1977.
- De Concordia Sacerdotii et Imperii, seu de Libertatibus Ecclesiae gallicanae dissertationum. Camusat, Paris 1641. Muguet, Paris 1663 und weitere Auflagen.
- (Hrsg. und Übersetzer) Epistola decretalis Vigilii papae pro confirmatione quintae Synodi oecumenicae, graece nunc primum edita ex ms. codice Bibliothecae regiae, cum interpretatione latina et dissertatione. Camusat, Paris 1642.
- De Primatu lugdunensi et ceteris primatibus dissertatio. Camusat, Paris 1644.
- Traité des merveilles opérées en la chapelle Notre-Dame du Calvaire de Bétharram. Beth-Aram 1648.
- Epistola ad clarissimum virum Henricum Valesium, de tempore quo primum in Galliis suscepta est Christi fides. Paris 1658.

### Postume Werke
- Dissertationes posthumae sacrae et ecclesiasticae. Du Puis, Paris 1668.
- Étienne Baluze (Hrsg.): Opuscula. Paris 1681.
- Marca hispanica, sive Limes hispanicus, hoc est, Geographica & historica descriptio Cataloniae, Ruscinonis, & circumjacentium populorum. Muguet, Paris 1688. (monumentale Geschichte Kataloniens)
- Philippe Tamizey de Larroque (Hrsg.): Lettres inédites au chancelier Séguier. H. Champion, Paris 1881.